# Setge de Cardona (1713)
El setge de Cardona es lliurà l'octubre de 1713 enfrontant les tropes borbòniques contra les tropes catalanes durant la Guerra dels catalans (1713-1714), la darrera campanya militar de la Guerra de Successió Espanyola a Catalunya.

## Antecedents
Vers el 1709, Manuel Desvalls i de Vergós fou nomenant governador del castell de Cardona i amb aquest càrrec dirigí la defensa de la plaça durant el Setge de Cardona (1711). Després de la proclamació de la guerra a ultrança a Barcelona el 9 de juliol de 1713 es mantingué en l'exercici de la governació i refusà entregar la fortalesa tal com li exigien les tropes borbòniques.
El 16 de setembre l'Expedició del diputat militar, encalçada per cinc columnes franco-espanyoles del Campo volante de Cataluña va arribar a Castellciutat, lleial i controlada pel general Moragues, qui el 23 de setembre seguint ordres dictades per Starhemberg la rendeix. L'expedició va passar a Sort, va travessar el Boumort i muntanya través va arribar a Cardona el 30 de setembre, on el marquès de Poal va romandre mentre l'expedició del Diputat Militar va continuar cap a Manresa i el 4 d'octubre arribava a Caldes de Montbui.

## El setge
Sabedor que Manuel i Antoni Desvalls i de Vergós, estaven reunits al castell de Cardona, s'hi dirigí una columna de 2.000 soldats del mariscal de camp Balthasar Joseph Dubus, el marquès de Dubus, que era el governador de Montsó.
El 31 d'octubre de matinada, l'avançada de 300 granaders atacà la porta de Barcelona, on foren rebutjats per les poques forces de Joan Bassols, que rebé el suport dels 40 homes del capità Josep Parés i Castanyer. Un cop en retirada, els assaltants foren perseguits per 200 miquelets, que es retiraren un cop els borbònics es reagruparen i tornaren a atacar el castell sent de nou rebutjats.
Després de nou dies de setge, els assaltants es retiraren a Barcelona amb 900 baixes, de les quals 300 morts.

## Conseqüències
La fortalesa de Cardona esdevingué el quarter general de les tropes catalanes que lluitaven a l'interior del Principat de Catalunya contra l'ocupació borbònica dirigides per Antoni Desvalls i de Vergós marquès del Poal.
Amb la desfeta borbònica, les seves forces a la rodalia van quedar molt debilitades. Les tropes francoespanyoles més properes eren 100 infants i 80 cavalls a Solsona i 50 fusellers de muntanya i 70 cavalls a Manresa. Això va permetre que, després del combat de Navès, l'àrea d'influència de l'Exèrcit de Catalunya a Cardona augmentés, aconseguint que més de 50 ciutats de la rodalia juressin fidelitat al marquès del Poal.
Amb la pèrdua de Barcelona, després de l'11 de setembre, i en virtut de la capitulació de Barcelona del 12 de setembre de 1714, José Carrillo de Albornoz, comte de Montemar, exigí la capitulació de Cardona, oferint al seu torn una capitulació molt avantatjosa que Felip V declararia nul·la.